# Le Père tranquille
Le père tranquille (în franceză Le Père tranquille, cu sensul de Tatăl liniștit) este un film dramatic francez din 1946 regizat de René Clément. A fost înscris la Festivalul de Film de la Cannes din 1946. Decorurile filmului au fost proiectate de directorul artistic Lucien Carré.

## Prezentare
În Franța sub ocupația nazistă. în timpul celui de-Al Doilea Război Mondial, Édouard Martin, care are înfățișarea unui „tată liniștit”, este un lider important al rezistenței fără știrea familiei sale. El este ajutat de Simon și Pelletier care este îndrăgostit în secret de fiica sa Monique. Ea descoperă activitățile tatălui ei și nașterea dragostei ei pentru Pelletier. În timp ce se pregătește o acțiune asupra fabricii vecine, tânărul Pierre Martin fuge din casă pentru a se alătura rezistenței (maquis). Pentru a-și ține familia și vecinii departe de bombardarea fabricii, Édouard Martin organizează logodna lui Pelletier și a fiicei sale în oraș, ceea ce alertează poliția germană care îl arestează. Rănit dar salvat de gherilă, tatăl liniștit este recunoscut cu mândrie de fiul său.

## Distribuție
- Noël-Noël - Édouard Martin
- Maurice Chevit - Un membru al Rezistenței (un maquisard)
- Alice Leitner
- Georges Questau (ca Georges Questiau)
- Simone Lestan
- Maurice Salabert - Le boucher
- Jaqueline Lefer
- Pierre Noël
- Howard Vernon - Le locotenent Fleischer, l'officier allemand
- Jean Lara - Pelletier (ca Jean Varas)
- Nadine Alari - Monique Martin
- José Artur - Pierre Martin
- Claire Olivier - Madame Martin
- Paul Frankeur - Simon
- Jeanne Herviale - Marie

## Producție
Această poveste este preluată din evenimente reale, care au avut loc în orașul Woippy din Moselle, unde tatăl liniștit, Jean Ernest Kempnich, horticultor de profesie, a rezistat naziștilor. Filmul ar trebui să aibă loc în Confolens și Angoulême, dar, în realitate, exteriorurile au fost filmate în Olonne-sur-Mer (unde „casa tatălui liniștită” încă mai există, așa cum o vedem în film) și Les Sables d'Olonne în primăvara anului 1946, interioarele fiind produse la studioul Radio-Cinéma Des Buttes Chaumont din Paris.